# Hinter Gittern/Staffel 4
Dieser Artikel enthält alle Episoden der vierten Staffel der deutschen Fernsehserie Hinter Gittern, sortiert nach der Erstausstrahlung. Sie wurden vom 3. Mai 1999 bis zum 8. November 1999 auf dem deutschen Sender RTL gesendet.

## Episoden
| Nr. (ges.) | Nr. (St.) | Originaltitel              | Zusammenfassung | Erstausstrahlung D |
| ---------- | --------- | -------------------------- | --- | ------------------ |
| 73         | 1         | Das Rattennest             | Conny findet nach ihrem Brandanschlag Zuflucht bei Pfarrer Ahrens in der Kirche. Dort wird dieser jedoch von einer Ratte gebissen und erleidet eine Blutvergiftung. So muss Conny sich stellen. | 3. Mai 1999        |
| 74         | 2         | Teuflische Zufälle         | Mutz muss schmerzlich vom Tod ihres Enkels erfahren. Hagen Keyser will Uschi in den Selbstmord treiben. | 10. Mai 1999       |
| 75         | 3         | Das Eigentor               | Walter nimmt erstmals Kontakt zu Nina auf. Mutz trauert sehr um ihren Enkel und gibt Hagen Keyser die Schuld, der sich nicht mehr bei Uschi meldet. Gitting erfährt von der Affäre zwischen Blondie und Dr. Stein und will Dr. Stein auffliegen lassen – dabei schneidet er sich jedoch ins eigene Fleisch.                                                       | 17. Mai 1999       |
| 76         | 4         | Herzklopfen                | Elke Meier wird in die JVA gebracht, da sie Mutz’ Enkelkind betrunken überfahren hat. Dies verschweigt sie jedoch zuerst. Susanne und Walter beginnen sich ineinander zu verlieben. | 31. Mai 1999       |
| 77         | 5         | Schuld und Sühne           | Susanne bekennt sich zu ihrer Liebe zu Walter, jedoch hat sie Schwierigkeiten damit, es Nina zu sagen. Die Frauen erfahren von Elkes Mord an Mutz’ Enkelsohn und bestrafen sie, bis Elke einen Selbstmordversuch begeht. | 7. Juni 1999       |
| 78         | 6         | Baby an Bord               | Susanne erfährt, dass sie schwanger ist, doch Jutta will sie dazu drängen, ihr Baby abzutreiben. Hagen Keyser wird neuer Psychologe in Reutlitz. | 14. Juni 1999      |
| 79         | 7         | Der jüngste Tag            | Uschi soll für Hagen Keyser alle in der JVA vergiften. Durch Mutz und Maximilian Ahrens kann Jutta jedoch davon überzeugt werden, dass sich hinter Hagen Keyser ein Betrüger namens Dr. Aloys van Meeren handelt. Das Attentat kann noch gestoppt werden und Uschi tötet Hagen Keyser mit einer Giftspritze. Daraufhin wird Uschi in eine Psychiatrie gebracht.   | 21. Juni 1999      |
| 80         | 8         | Liebesspiele               | Dr. Kaltenbach prüft nach Hagen Keysers Anschlag Reutlitz und beschließt Jutta weiterhin im Dienst zu lassen, wenn sie jedoch Pfarrer Ahrens wieder einstellt. Ilse bekommt von Gregor einen Heiratsantrag. Christoph ist zutiefst enttäuscht von Blondie, die ihn bestohlen hat.                                                                                 | 28. Juni 1999      |
| 81         | 9         | Paare                      | Silkes Halbschwester, eine Rechtsextremistin, wird nach Reutlitz eingeliefert. Silke ist schockiert wie sehr sich Renate verändert hat. Ilse und Gregor heiraten. Nina erfährt von Susannes Homosexualität. | 5. Juli 1999       |
| 82         | 10        | Der rechte Weg             | Renate hetzt die anderen Insassinnen auf die Mitgefangene Ayshe auf. Silke erkennt nun, dass ihrer Schwester nicht mehr zu helfen ist. | 12. Juli 1999      |
| 83         | 11        | Gnadenlos                  | Renate soll in ein Hochsicherheitsgefängnis gebracht werden. Vorher nimmt sie jedoch Jutta als Geisel, die sie dann mit ihrer Schwester Silke austauscht. Die Situation spitzt sich zu. Ehe Renate ihre Schwester erschießen kann, wird Renate von Scharfschützen erschossen.                                                                                     | 19. Juli 1999      |
| 84         | 12        | Zahn um Zahn               | Elke beschließt sich voll und ganz dem Drogengeschäft zu widmen, nachdem sie an Clemens Rache genommen hat. Mona droht Walter Susannes Baby umzubringen, sollte sie sich weiterhin in ihre Drogenangelegenheiten einmischen. Susannes Zeit des offenen Vollzugs beginnt.                                                                                          | 26. Juli 1999      |
| 85         | 13        | Der Duft der Frauen        | Ilse gibt sich bei ihrem Freigang als ihre Doppelgängerin, eine reiche Gräfin aus, jedoch wird sie daraufhin entführt. Jutta erfährt von der Affäre von Blondie und Dr. Stein. Daraufhin kündigt Dr. Stein als Arzt in Reutlitz. Die ehemalige Fixerin Jule Neumann kommt nach Reutlitz. Mona ist damit beschäftigt, Jule wieder an die Nadel zu bringen.         | 2. Aug. 1999       |
| 86         | 14        | Die falsche Gräfin         | Mit Hilfe von Gregor kann Ilse sich aus den Fängern des Entführers befreien und wird schließlich von der richtigen Gräfin in ihre Unterkunft eingeladen. Mona fixt Jule wieder an, sodass sie wieder abhängig wird. | 9. Aug. 1999       |
| 87         | 15        | Verkauft                   | Während Jule für Mona anschaffen geht, um ihre Sucht zu finanzieren, erfährt Pfarrer Ahrens, dass Mona die leibliche Mutter von Jule ist. | 16. Aug. 1999      |
| 88         | 16        | Allein unter Frauen        | Conny erschleicht sich Ollis Vertrauen, um erneut zu versuchen aus Reutlitz zu fliehen, Olli verhindert dies jedoch und erntet daraufhin Lob von Jutta. Uschi kommt aus der Psychiatrie zurück nach Reutlitz und wird von den Insassinnen wie eine Aussätzige behandelt. Nur Jule geht normal mit ihr um. Durch Conny erfährt Jutta von Monas Telefonsex-Gewerbe. | 23. Aug. 1999      |
| 89         | 17        | Schatten der Vergangenheit | Mona erfährt, dass sie die Mutter von Jule ist. Sie plagt das schlechte Gewissen und will nun jeglichen Kontakt zu Drogen verhindern. Walter weiß nicht so recht damit umzugehen, dass Susanne bald schon in Freiheit sein wird. | 30. Aug. 1999      |
| 90         | 18        | Liebe auf der Flucht       | Oli hilft Conny aus Reutlitz zu flüchten, Jutta erfährt jedoch davon, leistet aber Fluchthilfe, um ihren Job als Leiterin nicht zu gefährden. Gitting kommt ihnen jedoch auf die Schliche. Mona schreibt ihrer Tochter Jule unter dem Pseudonym Nora, um als Mutter Kontakt aufzunehmen.                                                                          | 6. Sep. 1999       |
| 91         | 19        | Gittings Triumph           | Gitting bringt Conny zurück nach Reutlitz und erpresst Jutta, sodass er von Dr. Kaltenbach zum neuen Anstaltsleiter ernannt wird. Katrin lässt sich absichtlich von der Polizei schnappen, um in Reutlitz nach Diamanten zu suchen. | 13. Sep. 1999      |
| 92         | 20        | Abschied                   | Silke kündigt aufgrund von Gittings Posten als Anstaltsleiter. Susanne wird entlassen, doch zuvor haben Walter und Susanne einen großen Streit. | 20. Sep. 1999      |
| 93         | 21        | Neues Leben                | Katrin findet die Diamanten und soll von Richard als Sanitäter verkleidet aus der JVA gebracht werden. Jedoch kommen Susannes Wehen im Besucherraum ihnen dazwischen, sodass Richard Geburtshelfer spielen muss und Katrins Fluchtpläne verworfen werden. | 27. Sep. 1999      |
| 94         | 22        | Diamantenfieber            | Walter findet Katrins Pille, die Leichenstarre vortäuscht und schmuggelt sich so anstatt Katrin in die Freiheit. Auch Katrin kann befreit werden, als Richard sie mit einem Helikopter aus dem Gefängnis holt. | 4. Okt. 1999       |
| 95         | 23        | Sex, Lügen und Video       | Dr. Stein erfährt davon, dass Gitting Blondie zum Sex erpresst hat. Jeanette verkauft den Diamanten und gönnt sich diverse Luxusartikel, jedoch wird ihr dies zum Verhängnis. | 11. Okt. 1999      |
| 96         | 24        | Eine zweite Chance         | Jule erfährt wer ihre leibliche Mutter ist. Christoph lehnt Blondies Heiratsantrag ab. Mona hat Gitting mit dem Sexvideo in der Hand, sodass Gitting einen Anschlag auf Mona plant. Als daraufhin ein Brand in der Näherei ausbricht, rettet Jule ihre Mutter. | 18. Okt. 1999      |
| 97         | 25        | Gittings Fall              | Walter sorgt in Freiheit dafür, dass Katrin und Richard ihre Beute mit ihr teilen. Gitting nimmt Blondie als Geisel, als Jutta und Dr. Kaltenbach hinter seine Machenschaften gekommen ist. Gitting erschießt sich in seinem Büro und stirbt. Daraufhin wird Jutta zur neuen Anstaltsleiterin ernannt.                                                            | 1. Nov. 1999       |
| 98         | 26        | Abschied für immer         | Susanne stirbt bei einem Banküberfall. Daher verlassen Katrin und Richard ohne die trauernde Walter Deutschland. Auf der Beerdigung wird Walter von Jutta geschnappt. Walter ist nun Ninas einzige noch verbleibende Bezugsperson. Christoph trifft seine alte Freundin Anna wieder, die in einem Mordprozess verwickelt ist.                                     | 8. Nov. 1999       |

## Besetzung
Die Besetzung von Hinter Gittern trat in der vierten Staffel folgendermaßen in Erscheinung:

### Insassinnen
| Rollenname                   | Schauspieler        | Folgen                     | Anzahl    | Bemerkungen und Rollenentwicklung in Staffel 4 |
| ---------------------------- | ------------------- | -------------------------- | --------- | --- |
| Agnes Herrmann               | Dagmar Bertram      | 73–98                      | 26 Folgen | Kleinrolle |
| Tina Stein                   | Martina Baumann     | 73–96, 98                  | 25 Folgen | Kleinrolle |
| Christine „Walter“ Walter    | Katy Karrenbauer    | 73–84, 87–94, 97–98        | 22 Folgen | Beginnt eine Beziehung mit Susanne, die am Ende der Staffel stirbt. Bricht aus dem Gefängnis aus, wird auf Susannes Beerdigung jedoch geschnappt. Lernt Nina kennen und wird zu einer wichtigen Bezugsperson für sie und nach Susannes Tod zu ihrer Ziehmutter. |
| Jeanette Bergdorfer          | Christine Schuberth | 73–86, 89–90, 92–95, 97–98 | 22 Folgen | Versucht sich an Katrins Beute zu bereichern. |
| Mona Suttner                 | Anja Beatrice Kaul  | 73–74, 76–90, 92, 95–98    | 22 Folgen | Mutter von Jule. |
| Barbara „Blondie“ Koschinski | Victoria Madincea   | 73–82, 85–88, 93–98        | 20 Folgen | Wird von Gitting zum Sex gezwungen. |
| Susanne Teubner †            | Cheryl Shepard      | 73–84, 87–93               | 19 Folgen | Beginnt eine Beziehung mit Walter, ist von Thomas schwanger, wird vorzeitig entlassen und kurze Zeit später bei einem Banküberfall erschossen. |
| Ilse Wünsche geb. Brahms     | Christiane Reiff    | 73–82, 85–88, 91–92, 97–98 | 18 Folgen | Heiratet Gregor Wünsche. |
| Cornelia „Conny“ Starck      | Kristin Lenhardt    | 73–82, 85, 87–91, 97–98    | 18 Folgen | Kommt kurzzeitig mit Oli Papnitz zusammen, mit dem sie mehrere Fluchtversuche startet |
| Ursula „Uschi“ König         | Barbara Freier      | 73–79, 88–90, 92–98        | 17 Folgen | Wird von Hagen Keyser hypnotisiert und will alle umbringen, landet daraufhin in der Psychiatrie, kommt zurück und kümmert sich um Jule Neumann. |
| Elke Meier                   | Monika Guthmann     | 76–84, 89–96               | 17 Folgen | Wird inhaftiert, weil sie für den Tod von Mutz’ Enkel verantwortlich ist. Zunächst schüchtern, entwickelt sich jedoch schnell zur knallharten Geschäftsfrau. |
| Margarethe „Mutz“ Korsch     | Brigitte Renner     | 73–80, 86, 91–94           | 13 Folgen | Trauert um ihren toten Enkel. |
| Julia „Jule“ Neumann         | Anke Rähm           | 85–90, 92, 94–98           | 12 Folgen | Mona’s Tochter; macht in der JVA einen Entzug durch. |
| Katrin Tornow                | Tanya Neufeldt      | 91–94, 97–98               | 6 Folgen  | Lässt sich absichtlich schnappen, um in Reutlitz nach Diamanten zu suchen. Wird von Richard mit einem Helikopter herausgeholt und verschwindet mit ihm ins Ausland.                                                                                             |
| Renate Keller †              | Marion Reuter       | 81–83                      | 3 Folgen  | Rechtsextreme Schwester von Silke; bei einem Fluchtversuch mit Geiselnahme von einem Scharfschützen erschossen. |
| Ayse Manculi                 | Lale Karci          | 81–83                      | 3 Folgen  | Insassin mit Migrationshintergrund auf Kriegsfuß mit Renate; wird nach einer Schlägerei mit Renate auf eine andere Station verlegt. |
| Vera Eichholz                | Maria Schuster      | 84, 87, 89                 | 3 Folgen  | Drogensüchtige und Monas Handlangerin. |

### Gefängnispersonal
| Rollenname                   | Schauspieler             | Folgen                                | Anzahl    | Bemerkungen und Rollenentwicklung in Staffel 4                                                                                             |
| ---------------------------- | ------------------------ | ------------------------------------- | --------- | --- |
| Jutta Elisabeth Adler        | Claudia Loerding         | 73–92, 97–98                          | 22 Folgen | zunächst kommissarische Anstaltsleiterin; nach Gittings Beförderung wieder Schließerin; nach dessen Selbstmord Anstaltsleiterin.           |
| Peter Kittler                | Egon Hofmann             | 73–76, 79–86, 88–89, 91–97            | 21 Folgen | zwischenzeitlich Stations- und stellvertretender Anstaltsleiter; lässt sich auf illegale Machenschaften mit Mona ein. Freund von Horst.    |
| Birgit Schnoor               | Uta Prelle               | 73–80, 83–84, 86–92, 96–98            | 20 Folgen | Schließerin, Freundin von Jutta. |
| Horst Dahnke                 | Thomas Engel             | 73–82, 85–88, 91–92, 95–98            | 20 Folgen | Schließer, Freund von Peter. |
| Frank Gitting †              | Karl-Heinz von Liebezeit | 73–75, 77–80, 85–97                   | 20 Folgen | Stationsleiter; wird Anstaltsleiter und begeht später Selbstmord durch Erschießen.                                                         |
| Silke Jakoby                 | Judith von Radetzky      | 73–86, 90–92                          | 17 Folgen | Schließerin und kurzfristig Stationsleiterin, Schwester von Renate; kündigt, als Gitting Anstaltsleiter wird.                              |
| Dr. Christoph Columbus Stein | Atto Suttarp             | 73–81, 85–86, 93–98                   | 17 Folgen | Anstaltsarzt; Affäre von Blondie; wird für kurze Zeit gekündigt.                                                                           |
| Sybille „Möhrchen“ Mohr      | Heidi Weigelt            | 74–75, 79–80, 83–86, 90–91, 94, 97–98 | 13 Folgen | Sekretärin der Anstaltsleitung. |
| Maximilian Ahrens            | Franz Mey                | 73, 79–83, 86–90, 98                  | 12 Folgen | Anstaltspfarrer; wird für kurze Zeit gekündigt.                                                                                            |
| Oliver Papnitz               | Antonio Wannek           | 87–92                                 | 6 Folgen  | Neffe von Jutta; verlässt die Stadt, nachdem sein Fluchtversuch mit Conny gescheitert ist.                                                 |
| Dr. Evelyn Kaltenbach        | Franziska Matthus        | 80, 91, 97                            | 3 Folgen  | frühere Anstaltsleiterin; Kommt nach Reutlitz, um die JVA nach diversen Vorfällen zu überprüfen; ernennt die Anstaltsleitung.              |
| Hagen Keyser †               | Klaus Hoser              | 74, 78–79                             | 3 Folgen  | Psychopath, der sich als Psychologe ausgibt und mit Hilfe von Uschi Reutlitz vergiften will; wird von Uschi mit einer Giftspritze getötet. |
| Leo Meinecke                 | Joey Zimmermann          | 79                                    | 1 Folge   | Anstaltskoch. |

### Angehörige
| Rollenname               | Schauspieler          | Folgen                   | Anzahl    | Bemerkungen und Rollenentwicklung in Staffel 4                         |
| ------------------------ | --------------------- | ------------------------ | --------- | ---------------------------------------------------------------------- |
| Nina Teubner             | Marie-Ernestine Worch | 75–78, 81, 89, 91–93, 98 | 10 Folgen | Muss mit dem Tod ihrer Mutter fertigwerden. Wird Walters Ziehtochter.  |
| Elisabeth Adler          | Hannelore Minkus      | 87–90, 92                | 5 Folgen  | Mutter von Jutta; nimmt Zuhause ihren Neffen Oli für kurze Zeit auf.   |
| Dr. Gregor Wünsche       | Santiago Ziesmer      | 80–81, 85–87             | 5 Folgen  | Heiratet Ilse.                                                         |
| Axel                     | Thomas Bestvater      | 76, 78, 87, 89–90        | 5 Folgen  | Drogendealer; zwingt Jule zum Sex.                                     |
| Richard Stern            | Martin Semmelrogge    | 93–94, 97–98             | 4 Folgen  | Leistet bei Katrin Fluchthilfe.                                        |
| Vivien „Vivi“ Andraschek | Annette Frier         | 84, 91–92                | 3 Folgen  | Ehemalige Inhaftierte. Hilft Susanne bei der Eingewöhnung in Freiheit. |
| Marlies Teubner          | Imke Barnstedt        | 81, 92, 98               | 3 Folgen  | Schwiegermutter von Susanne. Großmutter von Nina.                      |
| Kevin                    | Oliver Petszokat      | 81, 92–93                | 3 Folgen  | Freund von Nina.                                                       |
| Thorsten Kaiser          | Martin Haberger       | 74, 76–77                | 3 Folgen  | Stiefvater von Felix und Sebastian.                                    |
| Clemens Meier            | Matthias Dittmer      | 76, 83–84                | 3 Folgen  | Noch-Ehemann von Elke.                                                 |
| Felix Kaiser †           | Raoul Brauner         | 74, 76                   | 2 Folgen  | Enkel von Mutz; stirbt bei einem von Elke verursachten Autounfall.     |
| Gerhard „Gina“ Röderer   | Dieter Rita Scholl    | 83, 95                   | 2 Folgen  | Transvestit; hilft Elke und Mona bei ihren illegalen Geschäften.       |
| Sebastian Kaiser         | Roman Brauner         | 76                       | 1 Folge   | Zwillingsbruder von Felix                                              |
| Kommissar Feldmann       | Peter Zintner         | 79                       | 1 Folge   | Kriminalkommissar.                                                     |
| Sophie Frowein           | Elodie Carstensen     | 84                       | 1 Folge   | Tochter von Matthias.                                                  |
| Matthias Frowein         | Nik Neureuther        | 84                       | 1 Folge   | Freund von Vivi.                                                       |
| Fridolin Frowein         | Sascha Wollenberg     | 84                       | 1 Folge   | Sohn von Matthias.                                                     |
| Anna Talberg             | Bettina Kramer        | 98                       | 1 Folge   | Mutter von Jan und Lilli.                                              |
| Jan Talberg              | Benjamin Quaiser      | 98                       | 1 Folge   | Sohn von Anna.                                                         |
| Lilli Talberg            | Anna Herrmann         | 98                       | 1 Folge   | Tochter von Anna.                                                      |

### Todesfälle der Staffel
| Folge | Person                          | Art des Todes | Handlung |
| ----- | ------------------------------- | ------------- | --- |
| 74    | Felix Kaiser                    | Autounfall    | Mutz’ Enkel Felix wird von der angetrunkenen Elke auf der Straße mit ihrem Auto überfahren und stirbt.                            |
| 79    | Max (Connys Ratte)              | Giftspritze   | Hagen Keyser probiert seine Giftspritze an Connys Ratte Max aus.                                                                  |
| 79    | Aloys van Meeren (Hagen Keyser) | Giftspritze   | Hagen Keyser wird bei einem Handgemenge von Uschi in Notwehr getötet, als diese ihm seine eigene Giftspritze in die Brust sticht. |
| 83    | Heinz-Jürgen Stumpf             | Erschossen    | Der rechtsextreme Freund von Renate, Heinz-Jürgen, stirbt, als er in seinem Versteck von der Polizei gefunden wurde.              |
| 83    | Renate Keller                   | Erschossen    | Bei einer Geiselnahme wird Silkes Schwester von Scharfschützen erschossen, bevor Renate Silke umbringen konnte.                   |
| 86    | N.N.                            | Erschlagen    | Ilses Entführer erschlägt den Chauffeur der Gräfin, um in dessen Rolle zu schlüpfen.                                              |
| 97    | Frank Gitting                   | Suizid        | Gitting erschießt sich in seinem Büro, als für ihn alles aussichtslos erscheint.                                                  |
| 98    | Susanne Teubner                 | Erschossen    | Susanne stirbt bei einem Banküberfall kurz nachdem sie entlassen wurde.                                                           |
| 98    | Lothar Talberg                  | Erschossen    | Lothar wird bei einem Handgemenge von seiner Frau Anna in Notwehr erschossen, nachdem dieser sie vergewaltigte.                   |

## Quoten
Im Durchschnitt sahen 4,58 Millionen Zuschauer die Serie. Das entspricht einem Marktanteil von 16,88 %.